# Star Screen Award Jodi No. 1
Le Star Screen Award Jodi No. 1 a été introduit lors de la cérémonie annuelle des Screen Weekly Awards en 2002. Tandis que les autres prix sont décernés par un jury, celui-ci est décerné par le public. Il récompense le duo d'acteurs dont la complicité aura le plus touché le public. Le premier « couple » à avoir reçu ce prix est le fantastique duo Shahrukh Khan/Kajol pour leur prestation dans La Famille indienne.
| Année | Protagonistes                        | Film                   |
| ----- | ------------------------------------ | ---------------------- |
| 2002  | Shahrukh Khan & Kajol                | La Famille indienne    |
| 2003  | Shahrukh Khan & Aishwarya Rai        | Devdas                 |
| 2004  | Amitabh Bachchan & Hema Malini       | Baghban                |
| 2005  | Shahrukh Khan & Preity Zinta         | Veer-Zaara             |
| 2006  | Abhishek Bachchan & Rani Mukerji     | Bunty Aur Babli        |
| 2007  | Shahrukh Khan & Rani Mukerji         | Kabhi Alvida Naa Kehna |
| 2008  | Shahrukh Khan & Deepika Padukone     | Om Shanti Om           |
| 2009  | John Abraham & Abhishek Bachchan     | Dostana                |
| 2010  | Amitabh Bachchan & Abhishek Bachchan | Paa                    |
| 2011  | Hrithik Roshan & Aishwarya Rai       | Guzaarish              |
| 2012  | Shahrukh Khan & Priyanka Chopra      | Don 2                  |